# Nebi Samwil
An-Nabi Samwil, également appelé al-Nabi Samuil ou Nabi Samuel (arabe : النبي صموئيل an-Nabi Samu'il, traduction : « le prophète Samuel ») ou Nebi Samwil, est un village palestinien du gouvernorat de Quds, situé en Zone C de la Cisjordanie occupée, à quatre kilomètres au nord de Jérusalem. Le village est construit autour de la mosquée de Nabi Samwil, qui contient la tombe du prophète Samuel (en). La population palestinienne du village a depuis été déplacée par les autorités israéliennes des maisons du village vers un nouvel emplacement situé légèrement en contrebas de la colline. Le village comptait 234 habitants en 2017.
Une tradition remontant à la période byzantine situe ici la tombe du prophète Samuel. Au VIe siècle, un monastère est construit sur le site en l'honneur de Samuel et, au début de la période arabe, l'endroit est connu sous le nom de Dir Samwil (le monastère de Samuel). Au XIIe siècle, pendant la période des Croisades, une forteresse est construite sur le site. Au XIVe siècle, pendant la période des Mamelouks, une mosquée est construite sur les ruines de la forteresse des croisés. La tombe supposée se trouve dans une chambre souterraine de la mosquée, qui est reconvertie après 1967 en synagogue, avec des zones de prière séparées pour les hommes et les femmes juifs.

## Histoire
Correspondant à Miçpâ dans la Bible, l'endroit est occupé de l'âge du fer à l'époque hellénistique.
Le prophète Samuel y aurait vécu, mais ce n'est qu'au début de l'époque byzantine, selon le témoignage du père de l'Église Jérôme (Contra Vigilantium), que le site, sans doute abandonné à cette époque, fut identifié à Ramah, lieu de sépulture du prophète, d'où son nom actuel de Nebi Samwîl. À la même époque, Miçpâ semble identifiée à Tell en-Naçbê
Les restes d'un monastère byzantin se trouvent sous la belle structure croisée conservée à ce jour, contenant le cénotaphe du prophète, et transformée en mosquée.
Le village est sauvé de la conquête et de la destruction prévues par le plan Daleth car ses dirigeants avaient conclu un accord avec la milice terroriste sioniste du Lehi, qui l’ont même défendu contre la Haganah qui voulait appliquer le plan.